# الحكم البندقي للجزر الأيونية
كانت الجزر الأيونية تابعًا خارجيًا لجمهورية البندقية من منتصف القرن الرابع عشر حتى أواخر القرن الثامن عشر. حدث غزو هذه الجزر بصورة تدريجية. تُعد كيثيرا أول ما حُصل عليه وجزيرة أنتيكيثيرا المجاورة، بشكل غير مباشر في عام 1238 وبشكل مباشر عام 1363. في عام 1386، أصبحت كورفو طواعية جزءًا من مستعمرات البندقية. بعد قرن من الزمان، استولت البندقية على زاكينثوس عام 1485، وكيفالونيا عام 1500 وإيثاكا عام 1503. انتهى الغزو عام 1718 مع الاستيلاء على ليفكادا. ظلت كل من الجزر جزءًا من ستاتو دا مار (الدول البحرية) التابعة للبندقية حتى حل نابليون بونابرت جمهورية البندقية عام 1797، وضم كورفو. تقع الجزر الأيونية في البحر الأيوني قبالة الساحل الغربي لليونان. تقع سيثيرا في أقصى الجنوب، قبالة الطرف الجنوبي من البيلوبونيز وتقع كورفو، أقصى الشمال، عند مدخل البحر الأدرياتيكي. في اليونانية الحديثة، تُعرف فترة حكم البندقية على الأراضي اليونانية باسم Venetokratia أو Enetokratia وتعني حرفيًا حكم البنادقة. يعتقد أن فترة حكم جمهورية البندقية في الجزر الأيونية كانت مقبولة، خاصةً بمقارنتها مع توركوكراتيا المتزامنة؛ أي الحكم التركي على ما تبقى من اليونان الحالية.
يُطلق على حاكم الجزر الأيونية خلال الفترة البندقيّة لقب الجنرال المشرف على البحر، الذي يُقيم في كورفو. بالإضافة إلى ذلك، قُسمت سلطات كل جزيرة إلى سلطات بندقيّة وسلطات محلية. اعتمد اقتصاد الجزر على تصدير السلع المحلية؛ الزبيب وزيت الزيتون والنبيذ في المقام الأول، في حين كانت الليرة البندقيّة، عملة البندقية، أيضًا عملة الجزر. دُمجت بعض ميزات ثقافة البندقية في ثقافة الجزر الأيونية، ما أثر حتى يومنا هذا على الموسيقى المحلية والمطبخ واللغة. ما تزال اللغة الإيطالية، على سبيل المثال، التي أدخلت على الجزر كلغة رسمية وتبنتها الطبقة العليا، شائعة اليوم في جميع أنحاء الجزر.

## العلاقات بين البندقية وبيزنطة
تأسست البندقية عام 421 بعد تدمير المجتمعات المجاورة من قبل الهون واللومبارديون. في الحدود الإيطالية المتغيرة للقرون اللاحقة، استفادت البندقية من البقاء تحت سيطرة الإمبراطورية الرومانية؛ على نحو متزايد باعتبارها البؤرة الاستيطانية الأبعد شمال غرب القوة المتمركزة في القسطنطينية. خلال استرجاع جستينيان الأول لإيطاليا من القوط الغربيين، كانت البندقية معقلًا مهمًا بشكل متزايد لإكسرخسية رافينا. كانت البندقية المركز السياسي للإكسرخسية، ويسكنها أكبر المسؤولين العسكريين في الإمبراطورية. كان يطلق على المسؤولين العسكريين التابعين الذين كانوا ممثلين لهم في بحيرات البندقية «المدافعون عن الشعب»، وحوالي 697 ميلادي قامت البحيرات بقيادة عسكرية منفصلة تحت قيادة دوجي. رغم انتخاب أول دوجي، تشير الأدلة الفرعية مثل الأوسمة والأوامر التي تلقاها الدوجي من الإمبراطور إلى أن البندقية كانت تعتبر جزءًا من الإمبراطورية البيزنطية حتى بعد استيلاء اللومبارديين على رافينا. رغم اعتراف معاهدة سلام نيسافوري عام 803 بالبندقية كأرض بيزنطية، تلاشى تأثير الإمبراطور الروماني الشرقي ببطء. بحلول عام 814، أصبحت البندقية جمهوريةً مستقلةً تمامًا. ومع ذلك، أصبحت البندقية شريكًا للإمبراطورية ومُنحت امتيازات تجارية من قبل الأباطرة عبر المعاهدات، مثل المعاهدة بيزنطة والبندقية عام 1082.
كانت الحملة الصليبية الرابعة (1202-1204) تهدف في البداية إلى غزو المناطق التي يسيطر عليها المسلمون. بدلًا من ذلك، هاجم الصليبيون عاصمة الإمبراطورية البيزنطية، القسطنطينية، ما أدى إلى تفكك الإمبراطورية مؤقتًا ونهب عاصمتها. كانت البندقية إحدى المشاركين في الحملة الصليبية وبالتالي توترت علاقاتها مع الإمبراطورية البيزنطية خلال هذه الفترة. علاوةً على ذلك، ساهمت دوجي البندقية في تدهور العلاقات بين الدولتين من خلال تسميته سيد ربع وثُمُن إمبراطورية رومانيا بأكملها بعد الحملة الصليبية. أثبتت الجهود المبذولة لتحسين العلاقات، على سبيل المثال من خلال معاهدة نيقية البندقية 1219، أنها باءت بالفشل. تبعت فترة من العلاقات الودية التمرد الصقلي عام 1282، عندما بدأت البندقية، التي كانت تتوقع سقوط شارل، ملك صقلية الفرنسي، في تكوين علاقات أوثق مع بيزنطة. كانت البندقية ملزمة بتحالف مع تشارلز ضد بيزنطة عام 1281.

## التسمية
أشير إلى الجزر، فرادى وجماعات، بأسماء مختلفة. بعد أن استولت البندقية على كيفالونيا في 24 ديسمبر 1500، فُوضت إدارة الدفاع عن جميع الجزر إلى مسؤول مُعيّن في كورفو. كان يُشار إلى هذا المسؤول باسم المشرف العام للجزر الثلاث، وقد أقام في قلعة أنجيلوكاشترو من 1387 إلى نهاية القرن السادس عشر. تشير الجزر الثلاث في تسمية المشرف العام على الجزر الثلاث إلى كورفو وزاكينثوس وكيفالونيا. المكافئ باللغة البندقية للجزر الأيونية هو Ixołe Jonie، والإيطالي Isole Ionie واليوناني Ιόνια Νησιά في اليونانية الحديثة وἸόνιοι Νῆσοι في اللغة اليونانية المنقحة.
فيما يلي الجزر الرئيسية السبع من الشمال إلى الجنوب، بما في ذلك الأسماء اليونانية والإيطالية بين قوسين:
- كورفو (Kerkyra; Corfù).[16]
- باكسوس (Paxi; Passo).[17]
- ليفكادا (Leucas; Santa Maura أو Lèucade).[16]
- كيفالونيا (Kefal(l)onia or Kefal(l)inia; Cefalonia).[16]
- إيثاكا (Ithaki أو Thiaki; Itaca, Val di Compare أو Piccola Cefalonia).[18]
- زاكينثوس (Zakynthos; Zante or Zacinto).[16]
- كيثيرا (Kythira; Cerigo).[19]

كان العثمانيون يطلقون على كيثيرا وليفكادا Çuha Adası أو Çuka Adası وAyamavra على التوالي.

## خلفية تاريخية

### الفترة الرومانية والبيزنطية
خلال عهد الإمبراطورية الرومانية، كانت الجزر الأيونية جزءًا مختلفًا من مقاطعات آخايا وإيبروس فيتوس. ستشكل هذه الجزر، باستثناء كيثيرا، الثيمة البيزنطية لكيفالينيا في أواخر القرن الثامن. من أواخر القرن الحادي عشر، أصبحت الجزر الأيونية ساحة معركة في الحروب البيزنطية النورمانية. احتفظ النورمانديون بجزيرة كورفو بين عامي 1081-1085 و1147-1149، بينما حاصرها البنادقة في 1122-1123 دون جدوى. كانت جزيرة كيفالونيا أيضًا محاصرة دون جدوى عام 1085، ولكن البيزيون نهبوها عام 1099 ونُهبت في عام 1126 من قبل البنادقة. وأخيرًا، استولى النورمان على كورفو وبقية الثيمة، باستثناء ليفكادا، تحت قيادة ويليام الثاني الصقلي عام 1185. رغم استرداد البيزنطيين لكورفو بحلول 1191، بقيت الجزر الأخرى منذ ذلك الوقت ضائعةً بالنسبة بيزنطة، وشكلت مقاطعة بالاتين المؤلفة من كيفالونيا وزاكينثوس تحت حكم أميرال وليام اليوناني مارغريتوس البرينديزي.